# Pozzo dell'Alberghetti

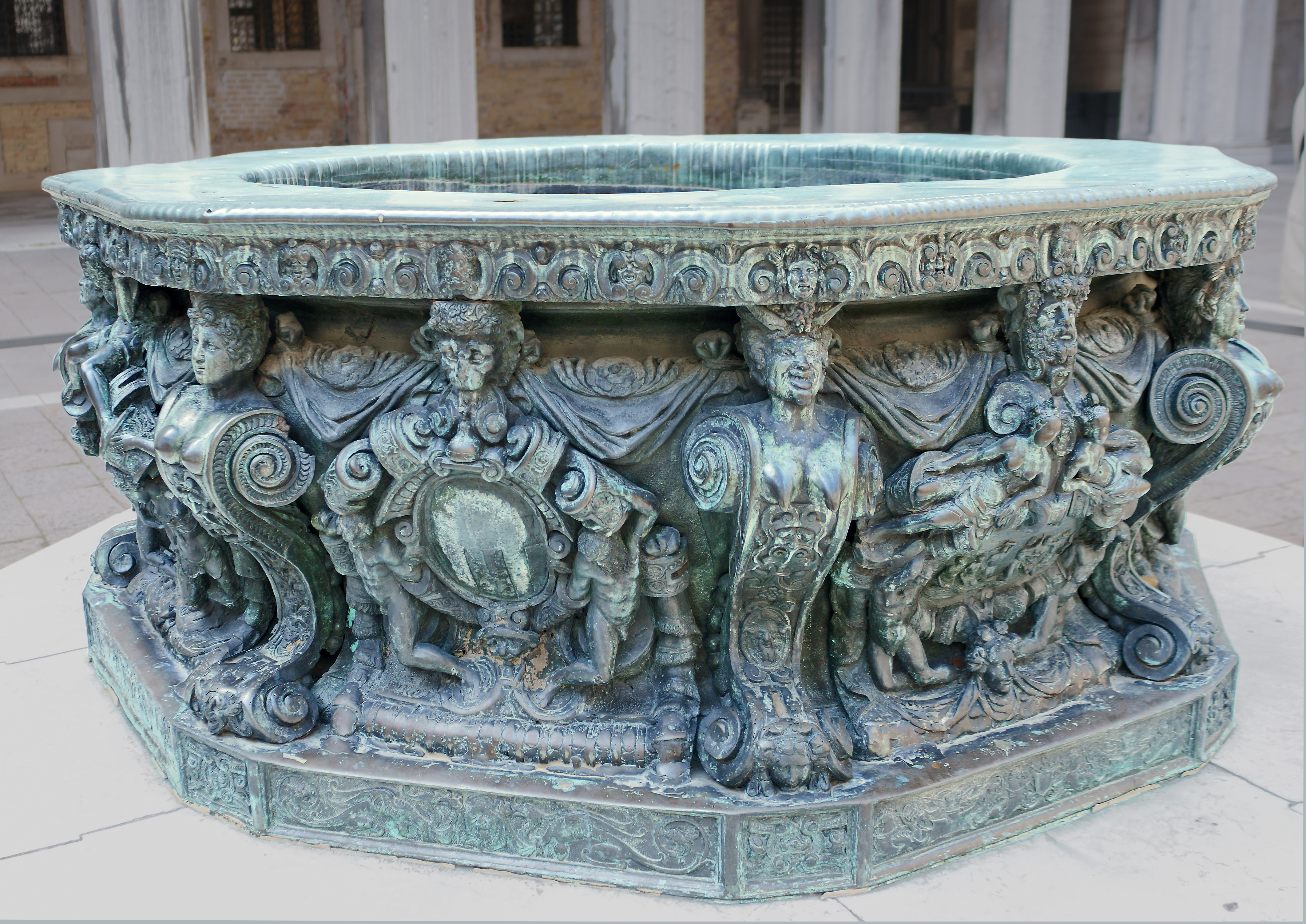
Il pozzo.

Il pozzo dell'Alberghetti è un pregevole puteale in bronzo realizzato dal fonditore Alfonso Alberghetti per il cortile interno del Palazzo Ducale di Venezia. Risale al 1554-1559.